# Оксон Деси
Оксон Деси (фр. Auxon-Dessus) насеље је и општина у источној Француској у региону Франш-Конте, у департману Ду која припада префектури Безансон.
По подацима из 2011. године у општини је живело 1164 становника, а густина насељености је износила 300,0 становника/km². Општина се простире на површини од 3,88 km². Налази се на средњој надморској висини од 274 метара (максималној 350 m, а минималној 223 m).

## Демографија
| 1962. | 1968. | 1975. | 1982. | 1990. | 1999. | 2011. |
| ----- | ----- | ----- | ----- | ----- | ----- | ----- |
| 138   | 141   | 265   | 705   | 797   | 740   | 1.164 |

График промене броја становника у току последњих година